# Grashüpferketon
Grashüpferketon ist ein Terpenoid-Keton mit einer Allen-Struktureinheit.

## Vorkommen

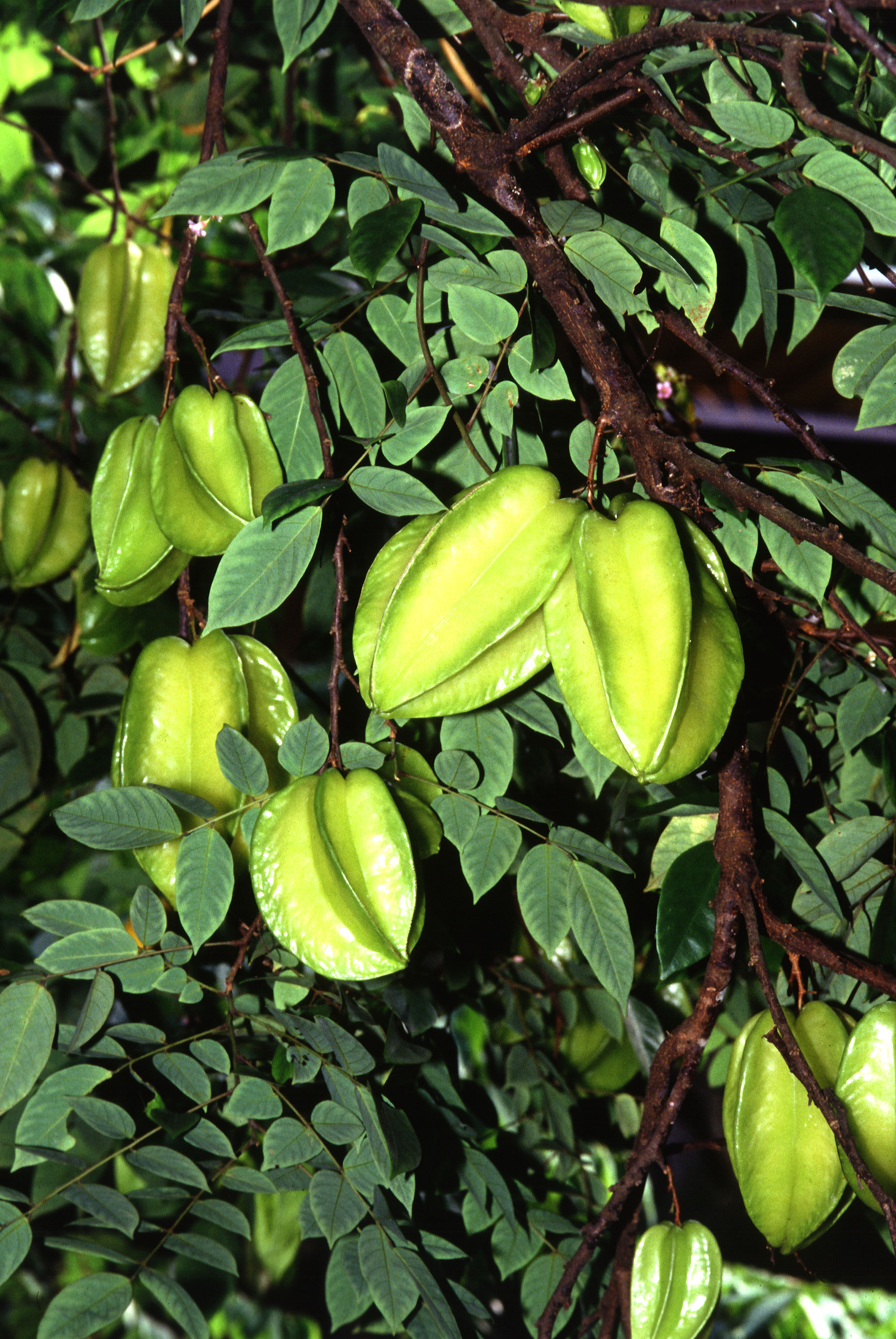
Sternfrucht

Grashüpferketon kommt im Sekret der Heuschrecken Romalea microptera vor. Außerdem kommt es im Weißen Gänsefuß, der Sternfrucht, der Reissorte Awaakamai, sowie der essbaren Braunalge Sargassum fulvellum vor. Es ist Bestandteil verschiedener natürlich vorkommender Glycoside, z. B. Citrosid A und Cinnamosid.

## Biosynthese
Wahrscheinliche biosynthetische Vorläufer sind Neoxanthin, bzw. andere Carotinoide. Grashüpferketon selbst wiederum ist vermutlich eine biosynthetische Vorstufe von β-Damascenon.

## Eigenschaften
Im Tiermodell wirkt Grashüpferketon gegen atopische Dermatitis. Daneben zeigt es auch allelopathische Eigenschaften.